# Исламский центр Мале
Исламский центр (официальное название Масджид аль-Султан Мухаммад Тукуруфану аль-Аузам) — памятник архитектуры в Мале (Мальдивские острова). Открыт в ноябре 1984 года президентом Момуном Абдулом Гаюмом.
Исламский центр выступает в качестве главной достопримечательности Мале. Он расположен напротив Президентского дворца, вблизи главного причала Мале. В 6-этажном здании Центра имеется также конференц-зал, где проводятся официальные встречи и церемонии; библиотека, в которой хранятся очень ценные книги; аудитории для занятий студентов; офисы. С 11 ноября 2008 года в Центре располагается Министерство исламских дел, который заменил созданный президентом Гаюмом Верховный Совет исламских дел.

## Мечеть
Гордость центра — Большая мечеть. Она названа в честь одного из самых знаменитых мальдивских героев Мальдив, султана Мухаммеда Тукуруфана. Его чтят за то, что он когда-то давно освободил население островов Мальдив от колонизации португальцев. Мечеть также является крупнейшей на Мальдивах и одной из крупнейших в Южной Азии. Вместимость более 5000 человек.
Здание возводили на старом, уже построенном фундаменте. Мечеть не обращена на Мекку, однако застланный полосатым ковром пол мечети помогает посетителям не запутаться и не нарушить правила молитвы. Великолепный золотой купол мечети видно с разных концов города. Внутренние стены украшены красивыми деревянными панно мальдивских мастеров и арабской каллиграфией. В молитвенном зале мечети раскинулись великолепные пакистанские ковры.
В саду имеется четыре небольших колодца, которые используют для ритуального омовения и солнечные часы.
Исламский центр на Мальдивах открыт для посещения ежедневно с девяти утра до пяти вечера. Однако во время молитвы двери на время «закрываются». Вход в мечеть немусульманам разрешён только в определённое время.